# Reinhold Meyer (Mediziner)
Erich Reinhold Lebrecht Meyer (* 13. Februar 1833 in Bückeburg; † 2. April 1910 in Salzuflen) war Arzt, Geheimer Sanitätsrat und Ehrenbürger der Stadt Salzuflen.

## Leben und Wirken
Im Februar 1872 kam Meyer nach Salzuflen und ließ sich dort als „Armenarzt“ nieder.
Ab 1875 betreute Meyer, zusammen mit Dr. Moritz Lemberg, als Arzt die neu gegründete Kinderheilanstalt an der heutigen Sophienstraße in Salzuflen.
Seit 1882 war Meyer stellvertretender Leiter des Salzufler Krankenhauses an der Straße nach Wüsten, der heutigen Wenkenstraße. Im darauffolgenden Jahr übernahm er die Leitung von Dr. Lemberg und führte diese bis zu seinem Tode fort. Da Meyer seine private Praxis über all die Jahre beibehielt, wurde er für seine Tätigkeit im Krankenhaus lediglich mit einem Pauschalbetrag entlohnt.
1892 wurde Meyer neben Rudolph Brandes und zehn weiteren Salzufler Bürgern in die Cholera-Kommission gewählt. Diese sollte unter anderem die vorhandenen Missstände der grassierenden Choleraepidemie in der Stadt eindämmen bzw. abstellen.

„Salzuflen, 26. Jan. (Herr Dr. med. R. Meyer hier) blickt morgen auf 25 Jahre reichgesgneter ärztlicher Thätigkeit am hiesigen Orte zurück. Von Bückeburg kommend wählte der in seinem Beruf aufgehende Arzt unser damals ganz ubedeutendes stilles Städtchen zu seinem Wirkungskreise. Nicht gar lange dauerte es bis eine ganz ausgedehnte Praxis seine Arbeitskraft vollauf in Beschlag nahm. Sein Herz stand jedem seiner Patienten offen, den Armen unter ihnen aber auch stets seine hülfsbereite Hand. Seine ideale Auffassung des ärztliche Berrufes stellte diesen in den Dienst der werkthätigsten und reinsten Menschenliebe. In Liebe, in Verehrung und Dankbarkeit gedenken morgen zahlreiche Familien ihres Hausarztes. Aus dem strahlenden Lächeln unschuldsvoller Kinderaugen, aus dem stillen Händedruck derer, denen er in schwerer Zeit helfend zur Seite stand, möge er stets neue Kraft und Freudigkeit zur Ausübung seines schönen und erhabenen Berufes schöpfen. Der Lenker aber aller unserer Geschicke möge ihn noch recht viele Jahre erhalten zu seinem Glücke und dem Wohle seiner Mitbürger. In diesem Sinne bringen auch wir Herrn Dr. Meyer unsere herzlichen Glückwünsche!“

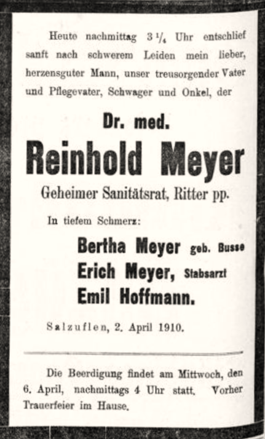
Todesanzeige für Reinhold Meyer

„Salzuflen, 28. Jan. Unter zahlreicher Theinahme der Bürgerschaft feierte gestern Herr Dr. Meyer den Tag seiner hiesigen 25 jährigen Thätigkeit als Arzt. Von allen Seiten gingen ihm Zeichen wärmster Theilnahme und die herzlichsten Glückwünsche zu. Die Kapelle der Freiwilligen Feuerwehr sowie der Gesangverein Germania brachten dem Jubilar gestern bzw. vorgestern Abend ein Ständchen. Auch beim gestrigen Kaiseressen [Anmerkung: anlässlich des 39. Geburtstags Wilhelms II. im Festsaal des Kur-Hotels] gedachte Herr Dr. Brandes in wärmsten Worten der Pflichttreue des beliebten Arztes.“

Nach 1900 wohnte Meyer mit seiner Frau Bertha, geborene Busse, im Haus der späteren Kurverwaltung am damaligen Kurparkeingang. 1901 wurde ihm als praktischem Arzt vom lippischen Fürsten der Titel eines Sanitätsrats verliehen, und 1909 wurde er zum Geheimen Sanitätsrat ernannt.
Reinhold Meyer starb am 2. April 1910 im Alter von 77 Jahren in Salzuflen und wurde auf dem Friedhof an der Herforder Chaussee, der heutigen Herforder Straße, beigesetzt.

„Salzuflen, 5. April. (Geh. Sanitätsrat Dr. Meyer †.) Am Sonnabend nachmittag verschied im 78. Lebensjahre Herr Geh. Sanitätsrat Dr. Meyer hier. Seine Verdienste um die Satdt Salzuflen haben wir gelegentlich seines 50 jährigen Arztjubiläums im vorigen Jahre gebührend gewürdigt, aus Anlaß dessen ihm auch von der Stadt Salzuflen das Ehrenbürgerrecht verliehen wurde. Alle, denen der Verstorbene in langen Jahren als Arzt und Freund nahe gestanden hat, werden seiner als eines stets hülfs= und opferbereiten Mannes immerdar in Liebe gedenken. Die Beerdigung findet morgen nachmittag 4 Uhr statt, vorher Trauerfeier im Hause.“

## Auszeichnung
Aufgrund der als Arzt erworbenen vielfachen hohen Verdienste um die Stadt wurde Reinhold Meyer im Februar 1908 mit dem Ehrenbürgerrecht der Stadt Salzuflen ausgezeichnet.
Neben Eduard Hoffmann (1888), Otto von Bismarck (1895) und Paul von Hindenburg (1933) ist Meyer bis heute einer von nur vier Ehrenbürgern der Stadt Bad Salzuflen.